# Knooppunt Eemnes
Knooppunt Eemnes is een knooppunt in de Nederlandse provincie Utrecht. Op dit klaverturbineknooppunt ten zuidwesten van het dorp Eemnes kruist de A1 de A27. In 1977 kreeg het knooppunt zijn huidige vorm toen de A27 werd doorgetrokken vanaf knooppunt Eemnes tot aan Huizen. Voor deze verbouwing was het knooppunt uitgevoerd als een trompetknooppunt.

## Richtingen knooppunt
| Aansluitende wegen                   | Aansluitende wegen | Aansluitende wegen | Aansluitende wegen | Aansluitende wegen            |
| ------------------------------------ | ------------------ | ------------------ | ------------------ | ----------------------------- |
| richting Bussum / Amsterdam          |                    |                    |                    | richting Huizen / Almere      |
|                                      |                    |                    |                    |                               |
|                                      |                    |                    |                    |                               |
|                                      |                    |                    |                    |                               |
| richting Hilversum / Utrecht / Breda |                    |                    |                    | richting Amersfoort / Hengelo |

Almere · Amstel · Arnestein · Assen · Azelo · Badhoevedorp · Bankhoef · Batadorp · Beekbergen · Benelux · Beverwijk · Bodegraven ·  Boterdiep ·  Buren · Burgerveen · Coenplein · De Baars · De Hoek · De Hogt · De Nieuwe Meer · De Poel · De Punt · De Stok · Deil · Diemen · Drachten · Drie Klauwen · Eemnes · Ekkersweijer · Emmeloord · Empel · Euvelgunne · Everdingen · Ewijk · Galder · Gooimeer · Gorinchem · Gouwe · Grijsoord · Hattemerbroek · Heerenveen · Hellegatsplein · Het Vonderen · Hintham · Hoevelaken · Hofvliet · Holendrecht · Holsloot · Hoogeveen · Hooipolder · IJmuiden (niet officieel) · Joure · Julianaplein · Kerensheide · Kethelplein · Klaverpolder · Kleinpolderplein · Kooimeer · Kruisdonk · Kunderberg · Lankhorst · Leenderheide · Lunetten · Maanderbroek · Markiezaat · Muiderberg · Neerbosch · Noordhoek · Ommedijk · Oud-Dijk · Oudenrijn · Paalgraven · Princeville · Prins Clausplein · Raasdorp ·  Reitdiep ·  Ressen · Ridderkerk · Rijkevoort · Rijnsweerd · Rottepolderplein · Rozenburg · Sabina · Sint-Annabosch · Stelleplas · Slufter · Ten Esschen · Terbregseplein · Tiglia · Vaanplein · Valburg · Velperbroek · Velsen · Vlaardingen · Vught · Waterberg · Watergraafsmeer · Werpsterhoek · Westerlee · Ypenburg · Zaandam · Zaarderheiken · Zonzeel · Zoomland · Zuidbroek · Zurich

Geplande knooppunten:
De Liemers · Zestienhoven

Voormalige knooppunten:
Bocholtz · Ekkersrijt · Europaplein (Groningen) · Europaplein (Maastricht) · Lindenholt